# میتسوکی واتانابه
میتسوکی واتانابه (انگلیسی: Mitsuki Watanabe؛ زادهٔ ۶ سپتامبر ۱۹۸۷) بازیکن فوتبال اهل ژاپن است.
از باشگاه‌هایی که در آن بازی کرده‌است می‌توان به باشگاه ورزشی یوکوهاما اشاره کرد.